# Erigone dentosa
Erigone dentosa är en spindelart som beskrevs av Octavius Pickard-Cambridge 1894.
Erigone dentosa ingår i släktet Erigone och familjen täckvävarspindlar. Inga underarter finns listade i Catalogue of Life.